# بدرو والکوویا
بدرو والکوویا (به ایتالیایی: Bedero Valcuvia) یک کومونه در ایتالیا است که در استان وارزه واقع شده‌است.

## خصوصیات
بدرو والکوویا ۲ کیلومترمربع مساحت و ۶۰۲ نفر جمعیت دارد.